# Poblado Puente Treviño
Poblado Puente Treviño är en ort i Mexiko.   Den ligger i kommunen Mexicali och delstaten Baja California, i den nordvästra delen av landet, 2 200 km nordväst om huvudstaden Mexico City. Poblado Puente Treviño ligger 21 meter över havet och antalet invånare är 568.
Terrängen runt Poblado Puente Treviño är mycket platt. Runt Poblado Puente Treviño är det ganska tätbefolkat, med 58 invånare per kvadratkilometer. Närmaste större samhälle är Tecolots, 3,1 km söder om Poblado Puente Treviño. Trakten runt Poblado Puente Treviño består till största delen av jordbruksmark.